# Ристо Ильоски
Ристо Ильоски (на македонска литературна норма: Ристо Иљоски) е историк от Северна Македония.

## Биография
Ильоски е роден в костурското село Бесвина, Гърция. През 1948 година в хода на гръцката гражданска война е отведен като дете бежанец от родния край в Будапеща, Унгария, където завършва основно образование, гимназия, и история и руски език в Будапещенския университет (юли 1967). Работи като учител в средни училища в Будапеща до 1970 година, когато се преселва в Социалистическа Република Македония, Югославия и веднага постъпва като сътрудник в Института за национална история, отделение за антична и средновековна история, където работи до 2003 година. По-късно живее в Будапеща.